# Dicranomyia lineicollis
Dicranomyia lineicollis är en tvåvingeart som först beskrevs av Blanchard 1852.  Dicranomyia lineicollis ingår i släktet Dicranomyia och familjen småharkrankar. Inga underarter finns listade i Catalogue of Life.